# 田嵓
田嵓（1461年—1538年），字景瞻，号南山，福建泉州府晉江縣人，明朝政治人物。

## 生平
早年求學于蔡虚斋。成化二十二年（1486年），中式丙午科鄉試舉人。弘治六年（1493年）癸丑科進士，授南京戶部主事，榷杭州北关，以廉谨著稱。升任南京吏部验封司郎中，升湖广宝庆府知府，賑濟災荒有功。以親老乞歸養。嘉靖年間，進階中大夫。卒年七十八。

## 家族
曾祖田惟冀；祖父田畯；父田隆，母董氏。重庆下。兄田巒。弟田崑、田嵩。